# Thiomargarita
Thiomargarita es un género de la familia Thiotrichaceae que incluye las especies de bacterias vacuoladas de azufre más grandes del mundo visibles al ojo humano; Thiomargarita magnifica, Thiomargarita namibiensis, Thiomargarita nelsonii y Thiomargarita joergensii.
Los representantes de este género se pueden encontrar en una variedad de entornos que son ricos en sulfuro de hidrógeno, incluidas las filtraciones de metano, los volcanes de lodo, manglares, las piscinas de salmuera y los sedimentos ricos en materia orgánica, como los que se encuentran debajo de la corriente de Benguela y la corriente de Humboldt. Estas bacterias generalmente se consideran quimiótrofas que utilizan especies inorgánicas reducidas de azufre como donantes metabólicos de electrones para producir energía para la fijación de carbono en biomasa. La fijación de carbono se produce a través del Ciclo de Calvin Benson Bassham y posiblemente el ciclo inverso de Krebs.